# Eddie Guerrero
Eduardo Gory Guerrero Llanes mer känd som Eddie Guerrero, född 9 oktober 1967, död 13 november 2005, var en mexikansk-amerikansk fribrottare med dubbla medborgarskap.
Guerrero brottades över hela världen under sin karriär, inklusive Japan, Mexiko och samtliga stora federationer i USA på 90-talet (ECW, WCW och WWE).

## Bakgrund

### Uppväxt och tidig wrestlingkarriär
Guerrero kom från en wrestlingfamilj. Hans far, Gory Guerrero var grundaren av Lucha Libre och wrestlingtränare. Eddies farbror Enrique Llanes och Javier Llanes är populära fribrottare i Mexiko. Eddie och hans tre bröder, Chavo, Hector och Mando, följde i deras fars fotspår. Även Eddies brorson, Chavo Guerrero Jr. blev fribrottare.
Guerrero växte upp i El Paso, Texas och studerade på The University of New Mexico samt New Mexico Highlands University på ett  stipendium där han tävlade på skolan innan han återvände till El Paso för att träna till att bli professionell. Han debuterade 1987 i den mexikanska Empresa Mexicana de Lucha Libre. 
1993 uppträdde Guerrero i flera matcher i Japan för NJPW där han blev känd som Black Tiger II. I Mexiko brottades han främst för Asistencia Asesoria y Administracion, han blev ett tag team med El Hijo Del Santo som en ny version av den forna legendariska tag teamet La Pareja Atòmica som bestod av Gory Guerrero och El Santo. Efter att Eddie attackerat El Hijo Del Santo och blivit heel, blev han et team med Art Barr som La Pareja Del Terror. Duon blev det mest hatade Heel Tag-Teamet i mexikansk historia. Tillsammans med Barr, Konnan, Chicano Power och Madonnas pojkvän skapade Eddie Los Gringos Locos (Ett Heel Stable). Los Gringos Locos tävlade främst med El Hijo Del Santo och hans partner Octagòn som sedan slutade i en Hair Vs. Hair-match i den första Lucha PPV i USA, When World Collides, som de förlorade.

### Wrestling-karriär och beroende av smärtstillande piller

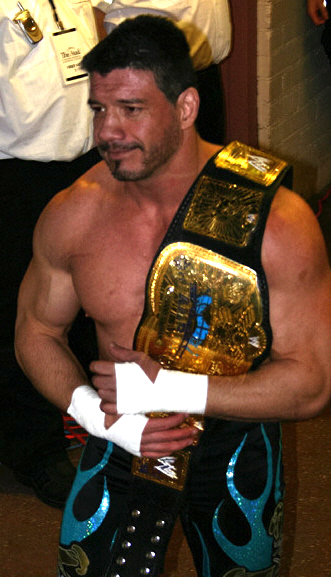
Eddie Guerrero under en WWE house show i Kanada 2005

Eddie och Barrs genombrott kom 1994 när ägaren av ECW, Paul Heyman, upptäckte dem och bad dem att gå med i ECW. Barr dog tragiskt innan han hann bli med i ECW tillsammans Eddie och som en vördnad till Barr, så adopterade Eddie sin väns finisher, The Frog Splash. Eddie vann the ECW World Television Championship på sin debut och gick sedan några spektakulära matcher med Dean Malenko innan de båda signerade kontrakt med WCW senare det året. Efter deras sista match i en ECW arena, tömdes omklädningsrummet och alla ECW-wrestlarna bar sina två kamrater runt ringen medan fansen ropade "Please don't go!".
Under WCW var Guerrero inne i single-klassen och vann the WCW United States Heavyweight Championship mot slutet av 1996 och vann WCW World Cruiserweight Championship två gånger år 1997. Eddie debuterade i WWF tillsammans med andra WCW:are den 31 januari 2000 då man skapade The Radicalz. Han började tävla med tag-team och fribrottare som The Hardy Boyz, Billy Gun, Essa Rios, Lita och Chris Jericho. Vid den här tiden började Guerrero fick beroende för smärtstillande piller på grund av en bilolycka han hade varit med år 1999 och den 19 maj 2001 skickades han till rehabilitering. Den 9 november arresterades han för rattfylleri och blev hans kontrakt sas då upp tre dagar senare.
Efter att ha kommit över sitt missbruk började Eddie dyka upp i oberoende promotions som WWA, IWA och ROH. Han hade många kritikerrosade matcher mot Doug Williams och CM Punk tills WWE förnyade hans kontrakt. Eddie kom tillbaka till RAW den första april 2002, attackerande RVD och återförenades med Chris Benoit. Den 21 april på Backslash vann Eddie IC bältet av RVD.  Eddie formade ett tag-team med sin brorson Chavo Guerrero och vann Tag Team Championship, pinnade Benoit för att vinna US titel och han vann över Brock Lesnar på No Way Out 2004 för att vinna The WWE Championship.

### Död och WWE Hall Of Fame
På No Mercy den 9 oktober 2005 tävlade Eddie Guerrero, Batista om WHC titeln. Batista vann matchen men matchen fortsatte, tanken var att Eddie Guerrero skulle ha vunnit WHC-bältet på Smackdown! och hans sista match var mot mr. Kennedy, men den 13 november 2005 hittade Chavo Guerrero Jr, Eddie Guerrero död i sitt hotellrum i Minneapolis, Minnesota. Han blev 38 år gammal. Flera timmar senare släppte WWE.com ett meddelande som lydde: 
"WWE is deeply saddened by the news that Eddie Guerrero has passed away. He was found dead this morning in his hotel room in Minneapolis. Eddie is survived by his wife Vickie and daughters Shaul, 14, Sherilyn, 9, and Kaylie Marie, 3."
Efter en obduktion av hans kropp konstaterade man att han dog av en akut hjärtattack. Eddies begravning ägde rum den 17 
Den första april 2006 blev han invald till The Hall of Fame i Chicago, Illinois natten före Wrestlemania 22.